# エルザ・アンデルソン

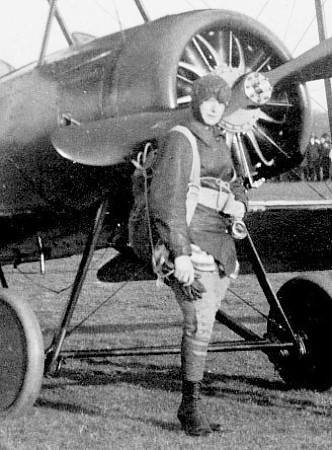
Elsa Andersson

エルザ・アンデルソン（Elsa Andersson, 1897年 - 1922年1月22日）は、スウェーデン最初の女性パイロットであり、観衆の見守るなかパラシュートのスタントに失敗して墜死した。

## 生涯・業績
スコーネ県のStrövelstorpの農家に生まれた。母親は6歳の時に死に、兄は家族を捨てて、アメリカ合衆国に新しい生活を求めた。エルザも平凡に農民の妻などになることを嫌い、1920年に21歳の時に飛行を学び、スウェーデン最初の女性パイロットとなった。彼女のライセンス番号は203番であった。さらに満足することなくドイツにいき、パラシュート降下を学んだ。
1922年、オレブロ県のアスケシュンドで行った彼女の3度目のパラシュート降下で、数千の観衆が見守るなかで、パラシュートを開くのに手間取り、やっと開いたのは数mの高さで、彼女は激しく地面に衝突し、死亡した。
1926年、スウェーデン航空クラブは彼女の死亡した場所に記念碑を建立した。
1996年にスウェーデンの小説家、Jacques Werupが『不完全な空』("Den ofullbordade himlen")でアンデルソンの生涯をとりあげ、2001年にヤン・トロエルによって"Så vit som en snö"("As White as in Snow")の題名で映画化された。この映画はスウェーデン評論家賞の年度最高映画に選ばれた。